# Constitución Política de Baja California
La Constitución Política del Estado Libre y Soberano de Baja California es la norma fundante constituida para regir jurídica y políticamente a la entidad federativa de Baja California. Fue redactada, discutida y aprobada en su totalidad por el Constituyente de Baja California el 16 de agosto de 1953 como resultado de un decreto del entonces presidente Miguel Alemán Valdés y ratificado por la Cámara de Diputados el 31 de diciembre de 1951. Fue promulgada por el gobernador provisional, Alfonso García González, tres días después de clausurado el Congreso constituyente, con bando solemne en todas las poblaciones del estado, como mandató el artículo primero transitorio.
Se le puede considerar como una constitución arcaica puesto que la misma no contempla ningún tipo de control constitucional como sí lo hacen algunas constituciones locales en México, como es el caso de las constitucionales de Veracruz (arts. 64 y 65), Coahuila (art. 158), Estado de México (art. 88 BIS), Ciudad de México (art. 36), Oaxaca (arts. 105 y 106), entre otras. A su vez también se le puede considerar como una constitución conservadora, puesto que es de las primeras en el país en incluir el derecho a la vida desde la concepción. Fue polémica a nivel nacional en el contexto de las Elecciones estatales de Baja California de 2019 por su artículo 8 transitorio (que modifica temporalmente al 44 constitucional local) que estipuló la duración del gobernador electo en dichas elección para un periodo de 2 años, dando pie a la Crisis política en Baja California de 2019.
Fue la primera constitución local en México en reconocer el derecho al sufragio a las mujeres, siendo el primer estado en la historia del país en celebrar elecciones para gobernador con mujeres en el padrón electoral.